# Julius Eduard Teusz
Julius Eduard Teusz (ur. 8 stycznia 1845 w Łąkiem, zm. 21 marca 1912 w Lübben) – botanik, badacz Afryki, plantator.

## Życiorys

### Pierwsza wyprawa
W 1879 roku jako pracownik Królewskiego Ogrodu Botanicznego w Berlinie otrzymał propozycję udania się do Afryki z ekspedycją niemiecką, która miała za zadanie zbadanie możliwości dotarcia rzeką Kuango do rzeki Kongo. Szefem wyprawy został austriacki major Friedrich Alexander von Mechow. 6 kwietnia 1878 roku von Mechow z Teuszem oraz cieślą okrętowym Bugslagiem przybyli do Saint-Paul de Loanda. Ostatecznie wyprawa składała się, oprócz trzech białych, ze 115 tragarzy. 12 czerwca 1880 badacze dotarli do Malange, a 17 lipca do wioski plemienia Bayaka. W związku z nieufnością miejscowych wobec obcych Teusz został zatrzymany jako zakładnik (choć traktowano go jak gościa).

### Kontrakt w Kongu
W 1881 roku, za pośrednictwem Eduarda Pechuël-Loesche, Teusz napisał list intencyjny do Komitetu Studiów Górnego Kongo (Comité d’études du Haut-Congo). Komitet zaakceptował jego kandydaturę na stanowisko agronoma na okres trzech lat (1 września 1881). W trakcie swego pobytu w Kongo zajmował się zakładaniem ogrodów i plantacji, był odpowiedzialny za eksperymentalne uprawy roślin europejskich.

### Późniejsze życie
Od roku 1885 pracował w Kamerunie jako dyrektor na plantacji „Bimbia” dla firmy Woermann, Jantzen & Thormählen (jako dyrektor spółki Kamerun-Land- und Plantagengesellschaft), która została powołana 25 lipca 1885 w Hamburgu. Początkowo uprawiał głównie tytoń, później maniok, banany i warzywa. W 1891 przypadkowo dokonał swojego największego, obok kilkunastu gatunków roślin, odkrycia, znajdując szczątki nieznanego delfina Sousa teuszii (garbogrzbiet atlantycki).